# Irina Rakobólskaia
Irina Viatxeslàvovna Rakobólskaia (rus: Ири́на Вячесла́вовна Ракобо́льская; 22 de desembre de 1919, Dankov - 22 de setembre de 2016, Moscou) fou una matemàtica i física russa i soviètica que va exercir de cap d'estat major del 46è Regiment «Taman» de Guàrdies de Bombarders Nocturns durant la Segona Guerra Mundial. Després de la guerra, va treballar com a física a la Universitat Estatal de Moscou i va estudiar els raigs còsmics. Va rebre nombrosos premis d'àmbit estatal en la seva carrera i va obtenir el títol de científic honrat de la RSFS de Rússia el 1990. És coautora d'un llibre amb Natàlia Meklin, una aviadora del regiment, titulat Ens anomenaven bruixes de la nitsobre les seves experiències a la guerra, com el seu sobrenom donat pels seus oponents alemanys, Nachthexen, que significava "bruixes nocturnes".

## Primers anys
Rakobólskaia va néixer el 1919 a la ciutat de Dankov a una família de professors de física; el seu pare, Viatxeslav Afinoguénovitx Rakobolski, s'havia graduat a la Universitat Estatal de Moscou amb una llicenciatura en astronomia el 1910.Després de graduar-se a l'escola secundària, va entrar al departament de física de la Universitat Estatal de Moscou.

## Carrera militar
A l'octubre de 1941, quan es trobava al quart curs de la Facultat de Física, va abandonar voluntàriament la carrera per allistar-se a l'Exèrcit Roig; disset estudiants universitàries més també ho van fer per unir-se al Grup Aeri 122 i van ser enviades a l'Escola d'Aviació Militar d'Engels. Després de sortir de l'escola, el 1942 va ser nomenada cap de l'estat major del 588è Regiment d'Aviació de Bombarders Nocturns, (a partir del 1943, 46è Regiment «Taman» de Guàrdies de Bombarders Nocturns). Des del maig de 1942 fins al final de la guerra, va participar en hostilitats en diversos fronts de la Segona Guerra Mundial.

## Vida posterior i contribucions a la ciència
L'abril de 1946, amb el rang de guàrdia major, va ser desmobilitzada i va tornar al quart any del departament nuclear de la Facultat de Física, i es va casar amb Dmitri Pàvlovitx Linde, associat de l'Acadèmia Jukovski (1919-2006). Es va graduar el 1949, després de defensar la seva tesi sobre els muons, desenvolupada sota la direcció de Gueorgui Zatsepin i Vladímir Vèksler.
Del 1950 al 1963 va treballar com a ajudant de classe, i del 1963al 1977 com a professora adjunta i des de 1977 com a professora al departament de raigs còsmics de la facultat de física de la Universitat Estatal de Moscou.
El 1968, conjuntament amb Gueorgui Zatsepin, Rakobólskaia va dedicar un laboratori a l'estudi de la radiació còsmica a l'Institut de Física Nuclear de la Universitat Estatal de Moscou i va estar al càrrec d'ell fins al 1991. El 1968 va ordenar la instal·lació de cambres d'emulsió de raigs X a 60 metres per sota del sòl, dins del Metro de Moscou per a la investigació del zenit distribució angular dels muons. Les seves investigacions van estudiar l'insòlit fenomen d'expansió coplanar de partícules secundàries; es va establir el llindar energètic i la dependència del fenomen.
Des de 1971 va ser cap adjunta del departament de raigs còsmics i física de l'espai a la Universitat Estatal de Moscou i va impartir cursos sobre raigs còsmics i física nuclear.
El 1962 va defensar la seva tesi de kandidat en ciències físiques i matemàtiques i, el 1975, va defensar la seva tesi de doktor en ciències físiques i matemàtiques sobre el tema "Generació de muons d'alta energia en raigs còsmics". Té prop de 300 treballs publicats, entre ells un llibre de text sobre física nuclear i 6 monografies.
Al llarg de la seva carrera, va formar més de 80.000 estudiants, va ser la presidenta de la Unió de Dones de la Universitat Estatal de Moscou, i va treballar al Consell Acadèmic d'aquesta universitat, al Consell Científic del Departament de Física i al Consell Científic dels Raigs Còsmics de l'Acadèmia Russa de les Ciències. Després de retirar-se, continuà donant conferències i ensenyant de tant en tant.
Del seu matrimoni amb Dmitri Pàvlovitx Linde van néixer dos fills:
- Andrei Linde, físic teòric, autor de treballs sobre cosmologia.
- Nikolai Linde, psicòleg, autor d'una àrea de psicoteràpia analògicament eficaç (teràpia emocional-figurativa)

Irina Rakobólskaia va morir el 22 de setembre del 2016 i és enterrada, al costat del seu marit, al cementiri de Novodévitxi.

## Premis i condecoracions
- Orde de la Bandera Roja[8]
- Orde de la Guerra Patriòtica de 1er grau
- Dos Ordes de la Guerra Patriòtica de 2n grau[9][10][11]
- Orde de l'Estrella Roja[12]
- Orde de la Insígnia d'Honor
- Medalla de Júkov
- Medalla del Centenari de Lenin
- Medalla de la defensa del Caucas
- Medalla de la victòria sobre Alemanya en la Gran Guerra Patriòtica 1941-1945
- Medalla del 20è Aniversari de la Victòria en la Gran Guerra Patriòtica
- Medalla del 30è Aniversari de la Victòria en la Gran Guerra Patriòtica
- Medalla del 40è Aniversari de la Victòria en la Gran Guerra Patriòtica
- Medalla del 50è Aniversari de la Victòria en la Gran Guerra Patriòtica
- Medalla del 60è Aniversari de la Victòria en la Gran Guerra Patriòtica
- Medalla del 65è Aniversari de la Victòria en la Gran Guerra Patriòtica
- Medalla del 70è Aniversari de la Victòria en la Gran Guerra Patriòtica
- Medalla dels serveis en la realització del cens de població
- Medalla per l'Alliberament de Varsòvia
- Medalla dels Treballadors Veterans
- Medalla del 40è Aniversari de les Forces Armades Soviètiques
- Medalla del 50è Aniversari de les Forces Armades Soviètiques
- Medalla del 60è Aniversari de les Forces Armades Soviètiques
- Medalla del 70è Aniversari de les Forces Armades Soviètiques
- Medalla del 800è Aniversari de Moscou
- Medalla del 850è Aniversari de Moscou
- Científic honrat de la RSFSR